# Toni Ionel Sedecaru
Toni Ionel Sedecaru (n. 28 noiembrie 1967, Vatra Dornei, România) este un fost fotbalist român de fotbal care a activat pe postul de fundaș.
Pe 3 aprilie 1992, pe când era legitimat la Steaua, în timp ce mergea acasă spre Vatra Dornei, în apropiere de Piatra Neamț, a fost implicat într-un grav accident de circulație. Atunci, a fost nevoit să stea aproximativ o lună în spital.
În 1993, după ce a cerut să plece de la echipa din Ungaria la care era legitimat, a fost suspendat de UEFA pentru un an, reușind să revină abia în returul ediției 1994-1995, după ce suspendarea a fost anulată în urma dovezilor că când a semnat din nou cu Jiul Petroșani.
După ce a abandonat cariera de fotbalist, a preluat funcția de antrenor. A antrenat Jiul Petroșani la nivelul ligii a doua dar și în al patrulea eșalon.

## Activitate
Toni Ionel Sedecaru a activat în echipe din diviziile A și B:
- Minerul Vatra Dornei (1985-1986)
- Jiul Petroșani (1986-1990)
- Steaua București (1990-1992)
- Corvinul Hunedoara (1992-1993)
- Nyiregyhazi FC (1993-1995)
- Jiul Petroșani (1996-1998)
- Minerul Lupeni (1998-1999)
- Jiul Petroșani (1999-2003)